# Friede von Pressburg 1491
Der Friede von Pressburg 1491 wurde zwischen Maximilian I. und Vladislav II. in Pressburg geschlossen.
Nach dem Tod von Matthias Corvinus am 6. April 1490 eroberte Maximilian I. die besetzten niederösterreichischen Gebiete und Wien zurück und fiel zudem in Ungarn ein, um sich die Königskrone zu sichern. Er unterlag jedoch gegen Vladislav. Am 25. Juli 1491 – nach langer Belagerung – eroberte König Vladislav von Ungarn und Böhmen Stuhlweißenburg von den Reichstruppen zurück. Der Verlust der ungarischen Krönungsstadt bzw. der bevorstehende Krieg in der Bretagne gegen Frankreich brachte Kaiser Friedrich III. dazu, Friedensverhandlungen mit König Vladislav zu beginnen. Die Gesandtschaften der Herrscher saßen einander im September 1491 am Verhandlungstisch gegenüber, sie konnten jedoch kein Übereinkommen erzielen: Der Kaiser beharrte energisch auf der Bestätigung des Vertrages von Wiener Neustadt, mit dem die habsburgischen Erbfolge auf den ungarischen Thron 1463 garantiert wurde.
Am 7. November 1491 schlossen die ehemaligen Kontrahenten einen Friedensvertrag, in dem Maximilian die Herrschaft Vladislavs in Ungarn anerkannte und sich gleichzeitig das Erbrecht sicherte, falls Vladislav ohne männlichen Erben sterben sollte.
Als Gegenleistung verzichtete Vladislav auf die Eroberungen von König Matthias Corvinus in den österreichischen Erbländern, erlaubte dem Kaiser sowie dessen Sohn, dem römisch-deutschen König und den ungarischen Königstitel zu führen. Und nicht zuletzt unterwarf er sich der Bestimmung, den Habsburgern einen bedeutenden Betrag als Kriegsentschädigung zu bezahlen. Das Erbfolgerecht Maximilians wurde im März 1492 in Ofen in der Zustimmungserklärung auch von den ungarischen, slawonischen und den kroatischen Ständen bestätigt.